# 야스오카 오키하루
야스오카 오키하루(일본어: 保岡興治, 1939년 5월 11일 ~ 2019년 4월 19일)는 일본의 변호사이자 정치인으로, 자유민주당 소속의 중의원 의원, 제2차 모리 요시로 내각·후쿠다 야스오 내각 개조 내각의 법무대신을 지냈다. 아버지 야스오카 다케히사 (保岡武久, 1902년 ~ 1983년)는 중의원 의원을 지냈다.
도쿄도 출신으로, 중학교 재학 도중까지 가고시마현에서 생활하였다. 도쿄 도에서 고등학교를 졸업했으며, 1964년 주오 대학 법학부를 졸업하였다. 1972년 제33회 중의원 의원 총선거에서 아마미 군도 선거구 (奄美群島選挙区) 에 무소속으로 입후보 해 첫 당선되었고, 당선 후 자민당에 들어갔다.
오히라 마사요시 내각의 국토 정무 차관, 스즈키 젠코 내각의 대장 정무 차관, 중의원 건설 위원장 등을 지냈으며, 1990년 제39회 중의원 총선거에서는 낙선하였다. 1993년에 행해진 제40회 중의원 의원 총선거에 아마미 군도구와 통합된 구 가고시마 1구에서 입후보 해 당선되어 국정에 복귀하였다.
1994년, 총리를 지냈던 가이후 도시키를 따라 자유민주당을 탈당하였다. 가이후를 대표로 하는 원내회파 (院内会派), 자유개혁연합 (自由改革連合) 을 거쳐, 1994년 신진당 (新進党) 에 참여했으나, 1995년 신진당을 탈퇴하고 자유민주당에 복귀하였다.
2000년, 제2차 모리 내각에 법무대신으로 첫 입각했으며, 법무대신 재임 중에 세 명의 사형수에 사형 집행을 명령하였다. 2005년 우정 국회에서 우정국 법안에 찬성표를 던져, 그 해 9월 중의원 선거에서 당선에 성공했으나, 우정 민영화 법안 찬반을 둘러싼 당 조직 혼란의 책임을 지고 그 해 12월 자유민주당 가고시마 현 지부 연합회 회장 직에서 물러났다.
2008년 후쿠다 내각 개조 내각에서 다시 법무대신이 되었으며, 재임 중 세 명의 사형수에 사형 집행 명령을 내려, 제2차 모리 내각 때와 합쳐 총 여섯 명의 사형 집행을 명령하였다. 2009년 제45회 중의원 총선거에는 공명당의 추천을 받아 출마했지만 낙선하였다.

## 같이 보기
- 한일의원연맹
- 일본 재판관탄핵재판소
- 야스쿠니 신사